# صالح العريض
صالح العريض (22 يناير 1958)، مذيع ومُقدم برامج سعودي، اشتهر بتقديمه لبرنامج مواهب وأفكار. وهو مدرب وحكم دولي في رياضة الكاراتيه والدفاع عن النفس وخبير في البرامج الترفيهية.
اختير كأفضل مدرب وطني للكاراتيه لثلاث أعوام متتالية. وحقق ما يزيد عن 15 بطولة فردية وجماعية أبرزها: بطولة المملكة للكاراتية لأربع أعوام.

## حياته
حصل على شهادة البكالوريوس من جامعة الملك سعود في الاقتصاد. كما نال عدة شهادات دولية وعربية ومحلية في مجال التدريب والطب الرياضي واللياقة البدنية.
تولى منصب رئيس المدربين في الاتحاد السعودي للكاراتيه، وشغل عضوية اللجنة الفنية في الاتحادين العربي والآسيوي للكاراتيه، لعب في المنتخب الوطني السعودي للكاراتيه ونادي الهلال.
شارك في عدد من الدورات في الإخراج التلفزيوني والمسرحي وأنتج ما يقارب 30 فيلما تعليميا وقدم عدة برامج تلفزيونية على التلفزيون السعودي تُعنى بالرياضة واللياقة كبرنامج ممتاز ياشباب والرياضة للجميع فضلا عن عدد من المؤلفات الرياضية والثقافية منها:مسابقات خفيفة، فنون الكاراتيه، المشي بين الصحة والمرض.
أشرف على تدريب ولي العهد "الأمير محمد بن سلمان عندما كان صغيراً" على رياضة الكاراتيه حتى حصل على "الحزام البني" كما قام بتدريب أبناء الملك سلمان بن عبدالعزيز -حفظه الله-، وهم: تركي وخالد ومحمد ونايف وبندر وراكان، لمدة خمس سنوات، وكذلك تم تدريب أصدقائهم في قصرهم بالرياض.

## الحاله الصحية
في 1 يناير 2025 ظهر الكابتن صالح العريض، في مقطع فيديو مع أحمد أبو سمرة، ويبدو في حالة صحية غير مستقرة.